# Jan Cynarski
Jan Cynarski, pseud. Jan Krzesławski (ur. 22 maja 1882 w Warszawie, zm. 12 grudnia 1943 w KL Auschwitz) – polski historyk, działacz Polskiej Partii Socjalistycznej.

## Życiorys
Po ukończeniu V Gimnazjum, studiował od 1900 na wydziale historyczno-filologicznym Cesarskiego Uniwersytetu Warszawskiego. Od 1901 jako student rozpoczął działalność w nielegalnej organizacji młodzieży polskiej „Spójnia”. Od 1904 działał w Kole studenckim PPS. Brał udział demonstracji w listopadzie 1904 na Placu Grzybowskim w Warszawie oraz wiecu studenckim 28 stycznia 1905, który podjął uchwałę o zamknięciu Uniwersytetu. Prowadził zajęcia w kole samokształceniowym Stefana Okrzei.
W październiku 1905 wyjechał z polecenia PPS do Lublina, a następnie do Nałęczowa. Zagrożony choroba płuc pierwszą połowę 1906 spędził w Otwocku. Był tam inicjatorem zamachu na szefa żandarmerii gen. Andrzeja Markgrafskiego dokonanego przez oddział Organizacji Bojowej PPS pod dowództwem Tomasza Arciszewskiego „Stanisława” 2 sierpnia 1906. Podejrzany o współudział, został aresztowany w nocy z 25 na 26 sierpnia 1906 i osadzony w Cytadeli. W połowie listopada zwolniono go z powodu braku dowodów.
Po uwolnieniu podjął studia na Uniwersytecie w Kazaniu, gdzie uzyskał tytuł kandydata nauk historyczno-filologicznych. W okresie 1905 do 1905 sympatyzował w PPS z grupą „młodych”, z której wyłoniła się w listopadzie 1906 PPS Lewica. Po powrocie z Kazania do Warszawy na wiosnę 1907 podjął działalność w PPS Lewicy. 12 maja 1907 został ponownie aresztowany. Sądzono wówczas że to ukrywający się bojowiec Wincenty Halska ps. „Kostek”, uczestnik zamachu na Nolkena. Pomimo stwierdzenia pomyłki, w związku z poprzednim aresztowaniem nakazano mu opuszczenie granic Królestwa.
Od 1907 przebywał za granicą, głównie w Galicji, w Krakowie i Zakopanem. Uczestniczył w przygotowania oraz w pracach X (I) Zjazdu PPS-Lewicy w grudniu 1907 i styczniu 1908. Tuż po zjeździe wystąpił z PPS Lewicy po usunięciu z programu partii hasła niepodległości. Wiosną 1908 związał się z grupą tzw. integralistów (dążących do jedności PPS). Współpracował m.in. z Józefem Kwiatkiem. Razem z Kwiatkiem uczestniczył w zjeździe młodzieży postępowej w Zurychu.
Po 1909 otrzymał zgodę na powrót do Królestwa, gdzie ponowił działalność w PPS.Pracował jako nauczyciel w gimnazjach i prowadził nielegalną działalność wśród młodzieży. W 1910 został jednym z trzech członków Centralnego Komitetu Związku Młodzieży Postępowo-Niepodległościowej i redaktorem pisma ZMPN „Jutro”.
W nocy z 15 na 16 maja 1911 został ponownie aresztowany i siedmiu miesiącach więzienia na Ratuszu, skazany administracyjnie na zesłanie do guberni wiackiej. Po zamianie wyroku na opuszczenie Królestwa przeniósł się do Lwowa.
We Lwowie był przewodniczącym miejscowej sekcji PPS. Z ramienia PPS działał w Stowarzyszeniu Młodzieży Niepodległościowej „Promień”. W 1912 wraz z Feliksem Perlem organizował opozycyjną wobec polityki Józefa Piłsudskiego PPS Opozycję, wchodząc do jej Komisji Centralnej.
Po wybuchu I wojny światowej wstąpił do 1 pułku piechoty Legionów Od marca 1915 został oddelegowany do Łodzi, gdzie redagował pismo „Łodzianin”. Był członkiem komisariatu obwodowego w Kielcach Polskiej Organizacji Narodowej w 1914 roku. W 1915 został aresztowany na krótko przez władze niemieckie. W czerwcu 1915 przedostał się do Piotrkowa, zaś w sierpniu 1916 do Warszawy. Tam uczył jako nauczyciel historii w gimnazjach, redagował pisma PPS. Członek Centralnego Komitetu Narodowego w Warszawie (XII 1915 – II 1917)  do Wydziału Szkolnego CKN, od października 1916 do czerwca 1917 redagował „Przegląd Szkolny”. Działał również czynnie w Polskiej Organizacji Wojskowej. Od marca 1917 do listopada 1918 był członkiem Stronnictwa Niezawisłości Narodowej. Od października 1917 do grudnia 1919 pełnił funkcje inspektora szkolnego w okręgu łomżyńskim i szczuczyńskim.
W grudniu 1919 powrócił do Warszawy i rozpoczął pracę jako radca ministerialny w Wydziale Wschodnim Ministerstwa Spraw Zagranicznych. Od 1920 do 1923 był attaché prasowym poselstwa w Rydze. Jako urzędnik w Ministerstwie Spraw Zagranicznych pracował prawdopodobnie do 1928. W stan  spoczynku przeniesiono go 16 stycznia 1931.
Po 1926 wznowił działalność w PPS. W 1928 po rozłamie dokonanym przez Rajmunda Jaworowskiego został wybrany przewodniczącym Komitetu Dzielnicowego Śródmieście PPS, zaś od stycznia 1929 do stycznia 1933 członkiem egzekutywy Warszawskiego Robotniczego Komitetu Okręgowego PPS. Od 1931 do 1937 był członkiem Centralnej Komisji rewizyjnej PPS.
Był aktywnym działaczem Towarzystwa Uniwersytetu Robotniczego. Organizował prace Komisji Archiwalno-Historycznej Stowarzyszenia byłych Więźniów Politycznych. M.in. redagował „Kronikę Ruchu Rewolucyjnego w Polsce”.
Po wybuchu II wojny światowej działał w konspiracji, współpracował z Polskimi Socjalistami oraz pismem „Barykada Wolności”. Aresztowany przez Gestapo 1 września 1943, po pobycie na Pawiaku w pierwszych dniach listopada 1943 wywieziony do niemieckiego obozu koncentracyjnego KL Auschwitz, gdzie zmarł 12 grudnia 1943.

## Ordery i odznaczenia
- Krzyż Niepodległości – 20 lipca 1932 „za pracę w dziele odzyskania niepodległości”[3]
- Odznaka „Za wierną służbę”
- Odznaka pamiątkowa Polskiej Organizacji Wojskowej

### Publikacje
W pracy naukowej zajmował się historią PPS oraz dziejami walki o niepodległość Polski. Publikował na łamach pism partyjnych PPS oraz czasopisma „Niepodległość” i kwartalnika „Kronika Ruchu Rewolucyjnego w Polsce” (1935-1939). Ogłosił m.in. broszurę Wskrzeszenie Polski przez Rosję (1915). Z innych prac Cynarskiego można wymienić:
- Dzieje PPS od 1904 do wybuchu wojny światowej w: Księga jubileuszowa PPS 1892-1932, Warszawa 1933;
- Historia najnowsza (1933-1934, 3 tomy, z Henrykiem Mościckim)
- Historia XX wieku (1935, z Henrykiem Mościckim)
- Józef Kwiatek[5], Warszawa 1935
- Prawda o Stanisławie Brzozowskim[6], Warszawa 1936
- artykuły w Encyklopedii Nauk Politycznych (1936-1938, 3 tomy)
- Walka o szkołę na północnych kresach państwa[7](1939, wspomnienia)